# جان رودنیتسکی
جان رودنیتسکی (به انگلیسی: Jon Rudnitsky) (زاده ۲۲ نوامبر ۱۹۸۹) بازیگر و کمدین آمریکایی است.
از کارهای معروف او می‌توان به بازی در فیلم راز کوچک ما اشاره کرد.

## فیلم‌شناسی
فهرست برخی از فیلم‌هایی که جان رودنتیسکی در آن‌ها به ایفای نقش پرداخته است:
- والس دو بیتی(۲۰۱۴)
- دوباره خانه(۲۰۱۷)
- جورش کن(۲۰۱۸)
- هیچ‌کس احمق نیست(۲۰۱۸)
- آرزو(۲۰۲۳)
- رد وان(۲۰۲۴)
- راز کوچک ما(۲۰۲۴)